# شبکه های Avi
شبکه‌های Avi شرکتی است که نرم‌افزاری را برای ارائه برنامه‌های کاربردی سازمانی در مراکز داده و ابرها ارائه می‌دهد. این شرکت در سال ۲۰۱۹ توسط وی‌ام‌ویر خریداری شد. دفتر مرکزی این شرکت در سانتا کلارا، کالیفرنیا است و دارای دفاتر تحقیق و توسعه، پشتیبانی، مهندسی و فروش در اروپا و آسیا است.
شرکت شبکه‌های Avi در سال ۲۰۱۲ توسط Murali Basavaiah, Ranga Rajagopalan, Umesh Mahajan و Guru Chahal تأسیس شد.